# William Mikelbrencis
William Mikelbrencis (Forbach, 25 febbraio 2004) è un calciatore francese, difensore dell'Amburgo.

## Carriera

### Club
Cresciuto nel settore giovanile del Metz, esordisce in prima squadra il 9 gennaio 2022, disputando l'incontro di Ligue 1 perso per 0-2 contro lo Strasburgo.

### Nazionale
Ha giocato nelle nazionali giovanili francesi Under-16, Under-18 ed Under-19.

## Statistiche

### Presenze e reti nei club
Statistiche aggiornate al 21 febbraio 2025.
| Stagione          | Squadra           | Campionato        | Campionato | Campionato | Coppe nazionali | Coppe nazionali | Coppe nazionali | Coppe continentali | Coppe continentali | Coppe continentali | Altre coppe | Altre coppe | Altre coppe | Totale | Totale |
| Stagione          | Squadra           | Comp              | Pres       | Reti       | Comp            | Pres            | Reti            | Comp               | Pres               | Reti               | Comp        | Pres        | Reti        | Pres   | Reti   |
| ----------------- | ----------------- | ----------------- | ---------- | ---------- | --------------- | --------------- | --------------- | ------------------ | ------------------ | ------------------ | ----------- | ----------- | ----------- | ------ | ------ |
| 2021-2022         | Metz 2            | N2                | 15         | 1          | -               | -               | -               | -                  | -                  | -                  | -           | -           | -           | 15     | 1      |
| 2021-2022         | Metz              | L1                | 9          | 0          | CF              | 0               | 0               | -                  | -                  | -                  | -           | -           | -           | 9      | 0      |
| lug.-ago. 2022    | Metz              | L2                | 5          | 1          | CF              | 0               | 0               | -                  | -                  | -                  | -           | -           | -           | 5      | 1      |
| Totale Metz       | Totale Metz       | Totale Metz       | 14         | 1          |                 | 0               | 0               |                    | -                  | -                  |             | -           | -           | 14     | 1      |
| 2022-2023         | Amburgo           | 2L                | 6+1        | 0          | CG              | 1               | 0               | -                  | -                  | -                  | -           | -           | -           | 8      | 0      |
| 2023-2024         | Amburgo           | 2L                | 6          | 0          | CG              | 2               | 0               | -                  | -                  | -                  | -           | -           | -           | 8      | 0      |
| 2024-2025         | Amburgo           | 2L                | 14         | 0          | CG              | 1               | 0               | -                  | -                  | -                  | -           | -           | -           | 15     | 0      |
| Totale Amburgo    | Totale Amburgo    | Totale Amburgo    | 26+1       | 0          |                 | 4               | 0               |                    | -                  | -                  |             | -           | -           | 31     | 0      |
| 2023-2024         | Amburgo II        | RL                | 6          | 0          | -               | -               | -               | -                  | -                  | -                  | -           | -           | -           | 6      | 0      |
| 2024-2025         | Amburgo II        | RL                | 5          | 1          | -               | -               | -               | -                  | -                  | -                  | -           | -           | -           | 5      | 1      |
| Totale Amburgo II | Totale Amburgo II | Totale Amburgo II | 11         | 1          |                 | -               | -               |                    | -                  | -                  |             | -           | -           | 11     | 1      |
| Totale carriera   | Totale carriera   | Totale carriera   | 67         | 3          |                 | 4               | 0               |                    | -                  | -                  |             | -           | -           | 71     | 3      |